# Aoplus naganonis
Aoplus naganonis är en stekelart som först beskrevs av Tohru Uchida 1926.  Aoplus naganonis ingår i släktet Aoplus och familjen brokparasitsteklar. Inga underarter finns listade i Catalogue of Life.